# Myoxocephalus ochotensis
Myoxocephalus ochotensis är en fiskart som beskrevs av Schmidt 1929. Myoxocephalus ochotensis ingår i släktet Myoxocephalus och familjen simpor. Inga underarter finns listade i Catalogue of Life.